# Grupo de Artillería Paracaidista 4
El Grupo de Artillería Paracaidista 4 (GA Parac 4) es una unidad táctica artillería del Ejército Argentino con asiento de paz en el Cuartel Unión, en el camino a La Calera km 8 ½, provincia de Córdoba, y con dependencia orgánica del Comando de la IV Brigada Aerotransportada.

## Historia

### Actuación en la guerra de las Malvinas

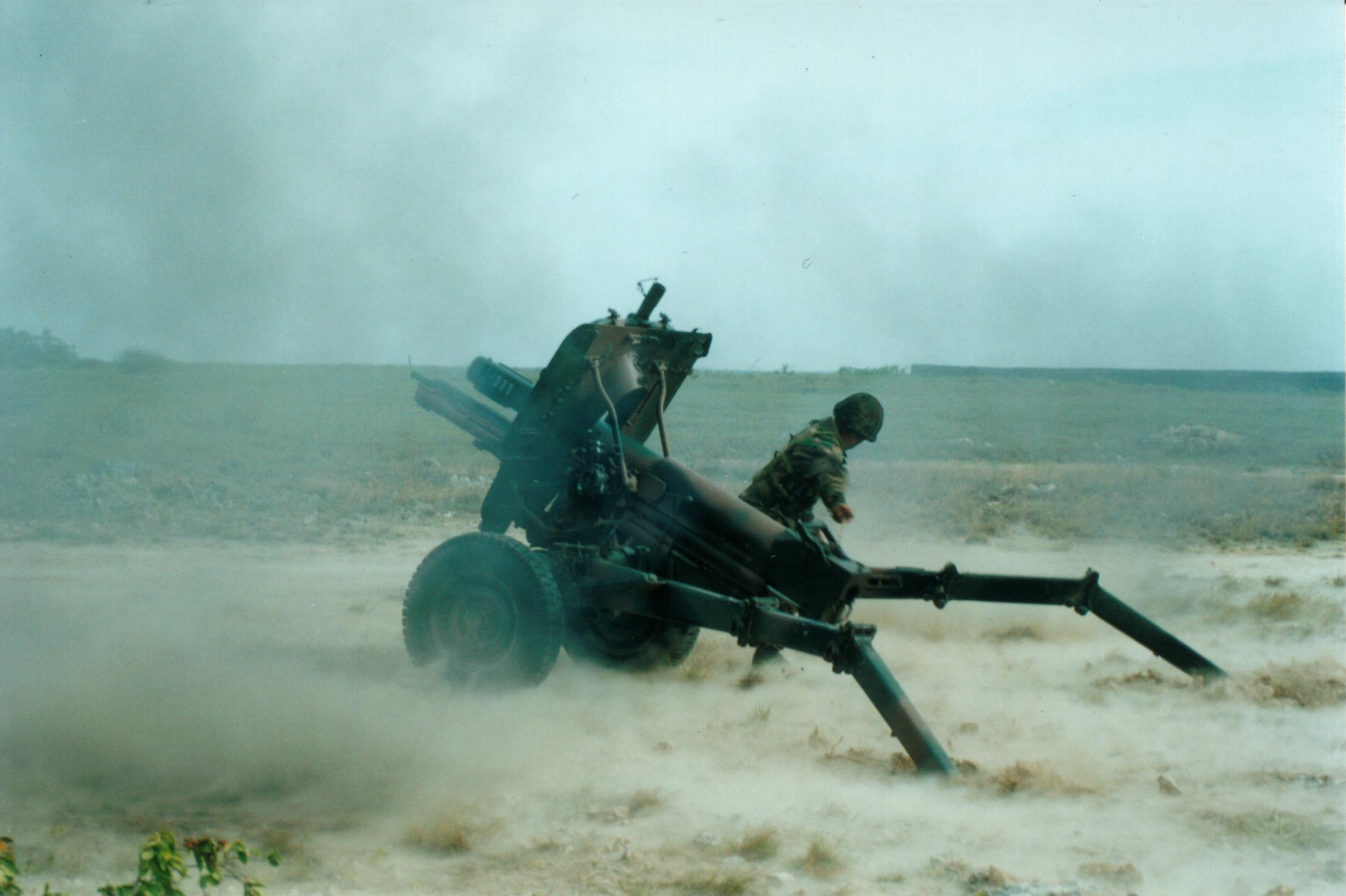
Un obús Oto Melara como los que usa el Grupo.

El entonces Grupo de Artillería Aerotransportado 4 intervino en la guerra de las Malvinas en 1982. El Grupo de Artillería Aerotransportado 4 al mando del teniente coronel Carlos Alberto Quevedo con tres Baterías conformadas por seis cañones OTO Melara Modelo 56 de 105 mm cada una. La misión del GA Aerot 4 fue reforzar el fuego del Grupo de Artillería 3, que tuvo la responsabilidad principal de artillería de campaña en el teatro de operaciones. Para su movilidad llevaron cinco jeeps.
La observación avanzada la llevó a cabo un equipo al mando del subteniente Tagle en monte Dos Hermanas ayudado por el guardiamarina Demarco de la Infantería de Marina. El Grupo tenía además tres subtenientes más calificados para observación avanzada.
Este Grupo de Artillería fue integrado por 368 hombres. En Puerto Argentino/Stanley se acantonaron 323, de los que 14 fueron oficiales, 56 suboficiales y 248 soldados. En Pradera del Ganso se desplegaron 45, de los que tres fueron oficiales, siete suboficiales y 35 soldados.
El 23 de abril el GA Aerot 4 efectuó su cruce a las islas. Inicialmente se planeó desplegar sus elementos en bahía Fox y puerto Howard, en la isla Gran Malvina. Sin embargo las circunstancias hicieron que formara parte del dispositivo de defensa de Puerto Argentino/Stanley. El 27 de abril las tropas del GA Aerot 4 armaron sus vivac a 2 km del aeropuerto. Trasladaron sus piezas artilleras a brazo.
El 9 de mayo el GA Aerot 4 se instaló en sus asentamientos definitivos, después de ser construidos desde el día 6, a dos km al este de Moody Brook y al sur del camino. A la noche la zona fue bombardeada por buques, refugiándose el personal entre las rocas, al no tener preparados sus refugios. Al día siguiente comienzan a prepararlos.
El 15 de mayo el GA Aerot 4 terminó la construcción de su asentamiento. Reforzaron sus refugios con bidones de 200 l, rellenos y forrados de tepes de turba, para protección de los hombres. Los pozos de las piezas se levantaron con parapetos de turba, barriles y poca excavación, debido a que el terreno es húmedo e inundable.

### Darwin-Pradera del Ganso
El 22 de mayo a las cuatro de la mañana, la Batería «A» del GA Aerot 4 se transportó con cuatro piezas OTO Melara al istmo de Darwin, para proveer apoyo directo al Regimiento de Infantería 12, que defendía el istmo. En este día desarmaron los cañones de 105 mm y los cargaron en el barco PNA Río Iguazú, con la munición. El subteniente Navarro se encargó de las piezas. Los aviones Sea Harrier atacaron al guardacostas a las 08:25 horas, y quedó varado en el seno Choiseul, a 15 km de Darwin. Murió un tripulante y hubo tres heridos. Durante los siguientes días Los artilleros del subteniente Navarro y los infantes de la sección del subteniente Gómez del Regimiento de Infantería 25, sacaron los cañones de las bodegas inundadas de la embarcación. Volvieron al servicio el 26 de mayo.
El 26 de mayo se transportaron dos piezas más a Darwin, con un helicóptero CH-47 de la Fuerza Aérea Argentina. Así es que se desplegaron 45 artilleros mandados por el teniente primero Chanampa. Este ocupó el centro de dirección de fuegos y Navarro se convirtió en jefe de línea de piezas. En ese momento tenían 3000 municiones de 105 mm.
Debido a que no tenían radios, pues se habían hundido en el Río Iguazú, decidieron no desplegar su observador avanzado. Usaron la cartografía e informaciones transmitidas por el teniente Roberto Estévez —de la Sección «Bote» del RI 25— y por el sargento primero Coelho —de la Sección de Mando de la Compañía «A»— para guiar el tiro.
Les asignaron blancos en el cerro Alberdi. Para mover sus cañones usaron un jeep y dos tractores y las municiones sus brazos. A las 18:00 horas una pieza al mando del subteniente Zanela se trasladó a la vanguardia argentina, en las cercanías del puente del arroyo Cerrito. Su propósito fue desarticular un posible avance británico en Camila Creek. Se demoraron al romperse un tractor y tuvieron que llevar el cañón a fuerza de brazo. A la medianoche abrieron fuego de asedio en la cota 392 de monte Cantera-Bodie Peak, combinándose con un reconocimiento de la Compañía «A». Se retiraron de la zona a las tres de la mañana del día 27, después de tirar 80 proyectiles.
El día 27 los británicos se prepararon para atacar las posiciones argentinas en Darwin y Pradera del Ganso. A la medianoche se preparó un cañón OTO Melara 105 mm para disparar al máximo alcance para hostigar un buque inglés en el seno Choiseul. El teniente de corbeta Basilio Vázquez, del buque ARA Monsunen, coordinaría el fuego.
Al final del día, los tres cañones de 105 mm en condiciones de tirar, habían disparado 1800 proyectiles en las acciones de hostigamiento a los británicos que se preparaban para el asalto a Darwin.
El 28 inició la batalla de Pradera del Ganso, un cañón fue adelantado para asediar las posiciones británicas. Es sorprendido por el avance del 2.º Batallón Paracaidista y se retira al acantonamiento de la batería.
Un observador adelantado británico informó que la artillería argentina seguía combatiendo a pesar del fuego contra-batería al que era sometida.
Las piezas artilleras británicas no fueron detectadas por los argentinos, a su vez los británicos desconocían de forma cabal la ubicación de la artillería argentina.
A las 10 de la mañana la línea de piezas argentina abre fuego concentrado sobre tropas inglesas al descubierto.
A lo largo del día atacaron objetivos de ocasión y predefinidos, muchos de ellos tirando con tropas propias cerca, 600 metros, y con puntería directa, empleando alzas antitanque.
Cuando los británicos atacaron la escuela a las 14:00 horas, los cañones tiraron al edificio, al mismo tiempo lo hacía un cañón antiaéreo de 35 mm del GADA 601 en modo terrestre. El edificio resultó destruido por un certero impacto de 105 mm.
El almacén de municiones estaba a 200 metros de las piezas, por lo que los hombres de la Fuerza Aérea Argentina ayudaron a llevarlas a los cañones.
La batería reducida del Grupo de Artillería 4 tuvo dos heridos durante la batalla.
A las 16:00 horas el Grupo no pudo abrir fuego, pues las fuerzas británicas se hallaban a menos de 400 metros de los argentinos. Y las existencias de munición permitían combatir dos horas más. Así es que en ese momento el Grupo 4 terminó su participación en la batalla de Pradera del Ganso.

### Acciones en los combates finales
El 30 de mayo esta unidad destinó al subteniente Tagle como observador avanzado en el monte Dos Hermanas
El 2 de junio los Grupos de Artillería 4 y 3 dispararon a los montes Kent, Wall y el espacio entre ellos con el fin de debilitar el despliegue británico que amenazaba avanzar por las colinas que rodean la capital.
En la madrugada del 4 de junio la artillería naval británica bombardeó el acantonamiento del GA Aerot 4 durante 45 minutos. Desde ese día, los ataques a las posiciones de la artillería argentina por parte de buques se volvió habitual. A partir del 11 de junio los artilleros fueron sometidos a fuego contra-batería y ataques aéreos esporádicos. A causa de estos bombardeos murió el soldado Romero de la Batería B y el soldado Vallejos de la Batería Comando y Servicios. En este día también, al anochecer, los batallones británicos iniciaron ataques a la primera línea de colinas que rodean a Puerto Argentino. Los Grupos de Artillería 4 y 3 realizaron misiones de apoyo de fuego directo a la infantería argentina.
En las primeras horas del 12 de junio el GA Aerot 4 batió el monte Dos Hermanas apoyando al Regimiento de Infantería 4 hasta el repliegue del subteniente Tagle con el resto de las tropas. Al alba abrió fuego sobre monte Longdon y las avenidas de avance de las fuerzas británicas al oeste y noroeste para facilitar la retirada del Regimiento de Infantería 7 e Infantería de Marina hacia cerro Wireless. En el Dos Hermanas cayeron cerca de 400 municiones argentinas, la turba minimizó los efectos sobre los ingleses.
La artillería argentina concentró su accionar en Longdon. El Grupo 4 disparó durante diez horas seguidas a objetivos predefinidos y otros a petición del observador avanzado y de algunos jefes de compañía de infantería, con resultado desigual. Sobre Longdon tiraron proyectiles iluminantes para ayudar en el combate nocturno a la infantería. Los artilleros paracaidistas realizaron 15 salvas de grupo en eficacia sobre la cima de Longdon, para ayudar la retirada de los últimos defensores de la posición.
Al anochecer atacaron los montes conquistados por las fuerzas británicas la noche anterior. Los observadores avanzados informaron de proyectiles iluminantes y HE con espoletas mecánica a tiempos, explotando a alturas inadecuadas sobre las tropas inglesas.
Durante la noche del 12 al 13 de junio la artillería de campaña argentina empleó 2500 proyectiles sobre las posiciones británicas en Longdon, Harriet y Dos Hermanas. También sobre previstas concentraciones de tropas en bahía Agradable, puerto Enriqueta, monte Kent y Goat Ridge. En Longdon se saldó con cinco combatientes británicos muertos y siete heridos.
El día 13 a las 17:00 horas el GA Aerot 4 y la Batería «B» del Batallón de Artillería de Campaña N.º 1 realizaron fuego de apoyo directo del Batallón de Infantería de Marina N.º 5 en Pony Pass, donde fue detenido el avance de una sección de reconocimiento del 2.º Batallón de la Guardia Escocesa con cuatro tanques ligeros FV101 Scorpion. La artillería argentina los batió con proyectiles HE con espoletas mecánica a tiempos. Causó dos muertos y cuatro heridos británicos.
En la noche del 13 al 14 de junio la unidad combatió con tres piezas menos por estar averiadas. A las 22:00 horas, por 25 minutos disparó proyectiles iluminantes sobre las posiciones del RI 7, para que los observadores avanzados corrigieran el tiro de los explosivos aprovechando el minuto de iluminación que proporcionaban las bengalas de artillería. Aparentemente tiraron a alturas inadecuadas, mermando el tiempo de iluminación, debido a fallos de los observadores avanzados. Durante la noche la artillería argentina solo era capaz de atacar zonas y no puntos específicos, por falta de medios de observación nocturnos y corrección de tiro. El GA Aerot 4 realizó fuegos complementados por los morteros de los RI 3 y 6 que bombardeaban monte Longdon, zona ocupada por concentraciones de tropas británicas esa noche.
A las 05:00 horas del 14 de junio dispara con sus cañones en puntería directa, con alzas/visores antitanque sobre Moody Brook. En estas acciones murió el artillero Pizarro de la Batería «B». En cerro Wireless el RI 7 retrocedía mientras el Grupo Aerotransportado efectuaba acciones de fuego intensas, entre 5 y 7 salvas de batería en eficacia, sobre Longdon y Wireless, donde se concentraba la vanguardia británica. Se canceló el envío de camiones para remolcar las piezas debido al bombardeo inglés, por lo que a partir de ese momento la artillería argentina actuó inmóvil.
A las 08:00 el GA Aerot 4 tiene a los británicos a 700 m de su posición. Se retiró todo el personal excepto la dotación de la 3.ra pieza de la Batería «C», el subteniente Suárez y otros 21 artilleros que se quedaron de forma voluntaria. Finalmente se repliegan al quedar la pieza fuera de servicio.
Hacia las 10:00 horas se ordenó el cese del fuego en la zona de Puerto Argentino y terminó la guerra. El GA Aerot 4 saldó con la muerte de tres soldados: Jorge Eduardo Romero, Eduardo Antonio Vallejos y Héctor Pizarro.